# Bijele Vode (Kakanj, BiH)
Bijele Vode je naseljeno mjesto u općini Kakanj, Federacija Bosne i Hercegovine, BiH.

## Stanovništvo

### 1991.
Nacionalni sastav stanovništva 1991. godine, bio je sljedeći:
ukupno: 288
- Muslimani – 216
- Srbi – 67
- Jugoslaveni – 3
- ostali, neopredijeljeni i nepoznato – 2

### 2013.
Nacionalni sastav stanovništva 2013. godine, bio je sljedeći:
ukupno: 161
- Bošnjaci – 160
- ostali, neopredijeljeni i nepoznato – 1